# Friedrich Kilian
Friedrich Kilian (* 31. März 1821 in Aarberg; † 16. Juni 1882 in Bern voller Name: Friedrich Samuel Rudolf Kilian) war ein Schweizer Politiker und Ingenieur. Von 1861 bis 1863 gehörte er dem Nationalrat an, fast zwei Jahrzehnte lang war er Regierungsrat des Kantons Bern.

## Biografie
Der Sohn des Amtsschreibers Friedrich Kilian sr. und von Anna Albertina Schazmann besuchte 1837 das Progymnasium in Bern, das er 1837 abschloss. Anschliessend war er drei Jahre lang Angestellter der Berner Amtsschreiberei. Er studierte ab 1840 an den Universitäten Lausanne und Bern, ab 1842 an der Technischen Hochschule Wien, wo er 1845 mit einem Ingenieurdiplom abschloss. 1846 arbeitete er an der Erstellung der Tiefenaubrücke mit, ab 1847 war er Bezirksingenieur im Berner Oberland und im Emmental. 1855 eröffnete er eine Parkettfabrik in Aigle.
Kilian wurde 1858 in den Regierungsrat des Kantons Bern gewählt. Daraufhin amtierte er fast zwanzig Jahre lang als Baudirektor. In dieser Funktion war für die Verwirklichung zahlreicher Infrastrukturprojekte verantwortlich. Dazu gehören Strassenbauten, das Berner Frauenspital und die Kantonale Kaserne Beundenfeld. Bei den Nationalratswahlen 1860 kandidierte er für den radikalliberalen Flügel der Freisinnigen und war im Wahlkreis Bern-Mittelland erfolgreich. 1863 verzichtete er auf die Wiederwahl. Nachdem er 1877 als Regierungsrat zurückgetreten war, gehörte er noch ein Jahr dem Grossen Rat an.